# يوهان بارتش
يوهان بارتش (بالألمانية: Johann Bartsch)‏ (و. 1709 – 1738 م) هو عالم نبات من ألمانيا . ولد في كونيغسبرغ .
توفي في سورينام ، عن عمر يناهز 29 عاماً.

## التعليم
تعلم في جامعة ليدن